# 王子神社 (横浜市緑区)
王子神社（おうじじんじゃ）は神奈川県横浜市緑区長津田にある神社で、南は国道246号に面したところにある。長津田の鎮守とされ、王子権現や若一王子社とも呼ばれている。「王子秋月（おうじしゅうげつ）」として長津田十景に選定されている。

## 祭神
- 伊邪那岐命[4]
- 速玉男命[4]

## 歴史
熊野信仰の一環で、江戸時代に武蔵国都筑郡長津田村を領していた岡野家の初代領主である岡野房恒（岡野平兵衛房恒、1591年（天正19年）から領主）が勧請したとされている。正確な創建年を伝える資料はないが、『新編武蔵風土記稿』における記述等から、文禄年間から慶長年間（1592年 - 1614年）に建立されたものと考えられている。
全国各地で熊野十二所権現を祭った神社が存在するが、王子神社も熊野信仰の影響を受けたものである。社号は変遷しており、江戸時代には王子権現と呼ばれていたようだが、明治元年の神仏判然令発布後は若一王子神社と称している。村社昇格の時期については諸説あるが、1873年（明治6年）または1943年7月（昭和18年）に村社に昇格し、1943年7月（昭和18年）に神饌幣帛料供進社に指定された。神饌幣帛料供進社に指定の際に、王子神社が正式な社号となった。第二次世界大戦後に神社本庁所属となった際の法人名簿上では、王子社と記載されている。
1958年（昭和33年）台風22号により神社裏手の崖が崩れて、社殿と奥殿が損傷を受けた。1960年（昭和35年）7月に、以前の茅葺の覆殿を壊して、本殿と拝殿を新設した。このとき、神霊は一時的に同地区にある大石神社に移されていたが、同年10月の工事完了の際に遷宮式を行った。
1803年（享和3年）に岡野氏が寄進した奥宮には、社殿の新築及び改築についての棟札が収められており、1725年（享保10年）、1833年（天保4年）、1846年（弘化3年）、1870年（明治3年）、1871年（明治4年）、1943年（昭和18年）に工事が行われたことが確認できる。
横浜市緑区にある福泉寺は、王子神社（当時は王子権現）の別当寺として岡野房恒によって開基及び創建された。1649年（慶安2年）に王子神社から福泉寺が朱印状を受けた記録が残っている。

## 境内
社頭にモミの大樹が立っている。大樹の横を通って鳥居をくぐり石段を上がると、正面に拝殿と本殿、左手に社務所が立っている。本殿の裏は王子の森と呼ばれる森林で、頂上にはかつては千本松という大きな松があった。
狛犬（吽形、阿形）
拝殿の前に子連れの形をした狛犬が設置されている。江戸時代の造立。1853年（嘉永6年）の岡部平右衛門の作品。
モミの木
社頭に立っており、樹齢300年、樹高30 m、周囲3 m。1974年（昭和49年）に横浜市の名木古木指定樹木に指定された。かつては2本立っていたが1本は樹勢が弱まったため1972年（昭和47年）に伐倒された。

### 境内社
長寿稲荷社
現在の建物は1925年（大正14年）に再建。王子神社境内の拝殿と社務所の間を抜けたところにある。ご神体は横浜市緑区にある福泉寺に安置されている。

## 年中行事
主な行事は以下のとおり（2017年9月10日現在）。
- 1月1日 歳旦祭
- 2月3日 節分祭
- 4月29日 例大祭
- 6月30日 夏越の大祓式
- 11月 七五三祭

## 参考画像

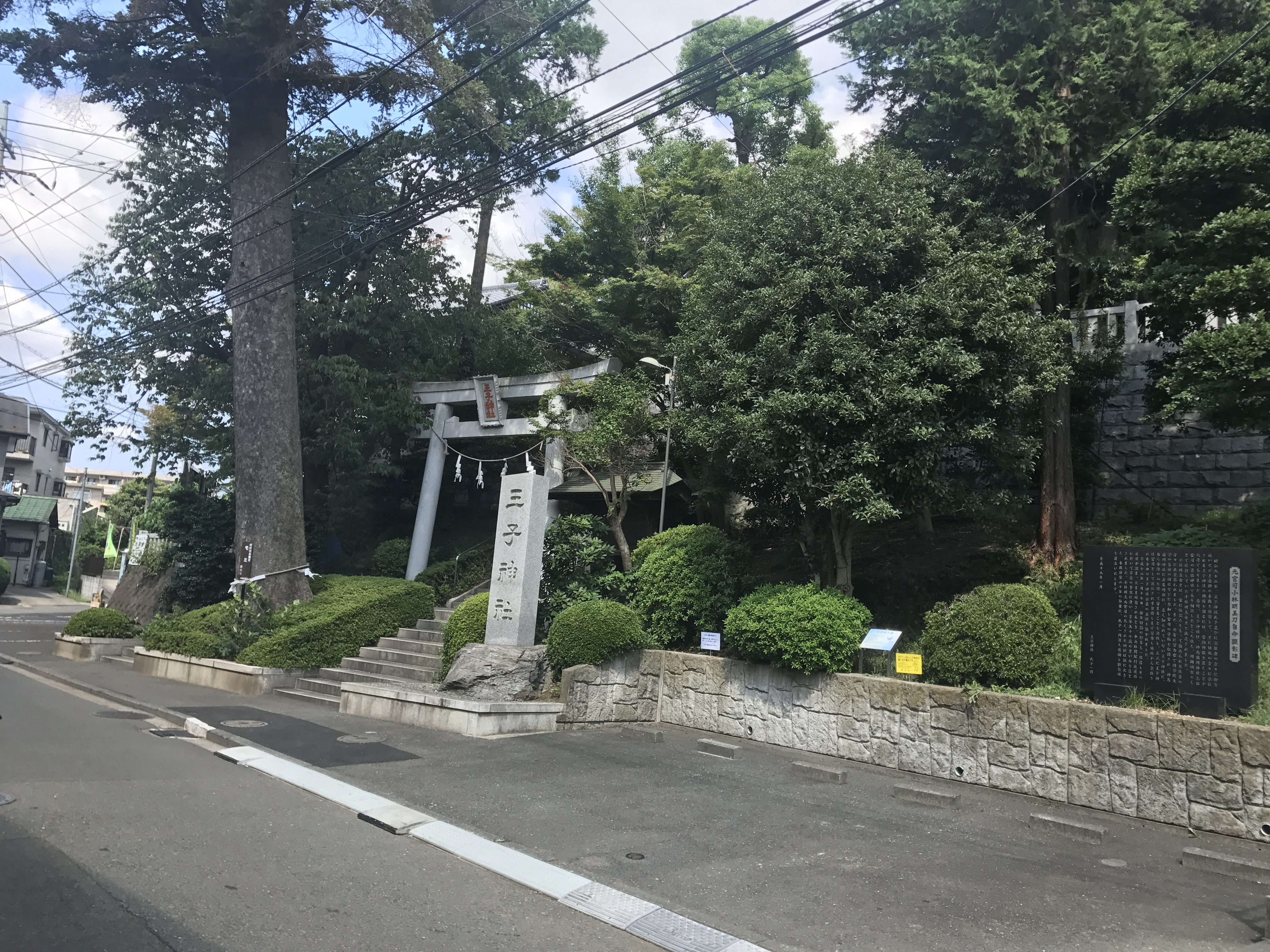
王子神社入口
社頭のモミの木
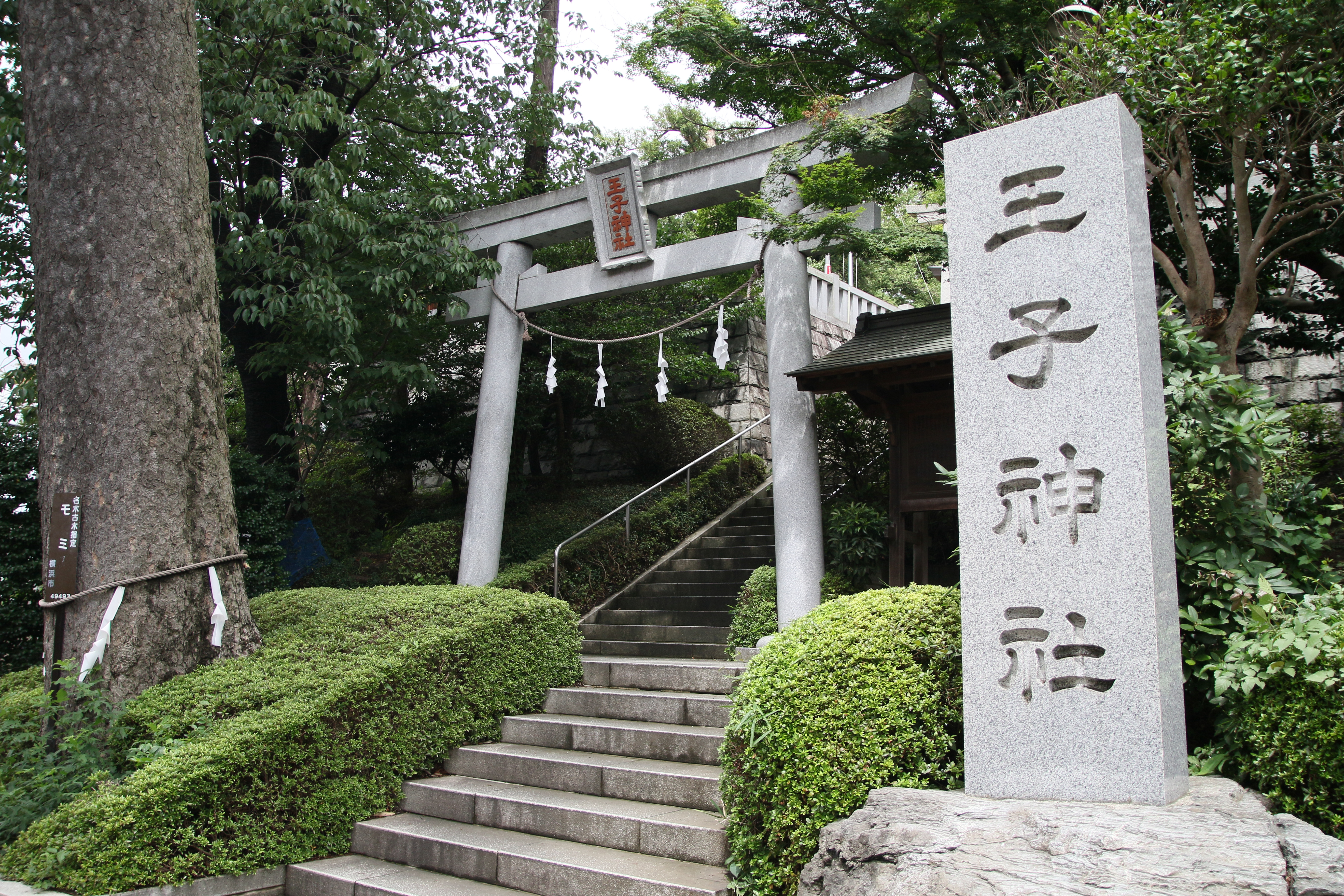
鳥居と社号標
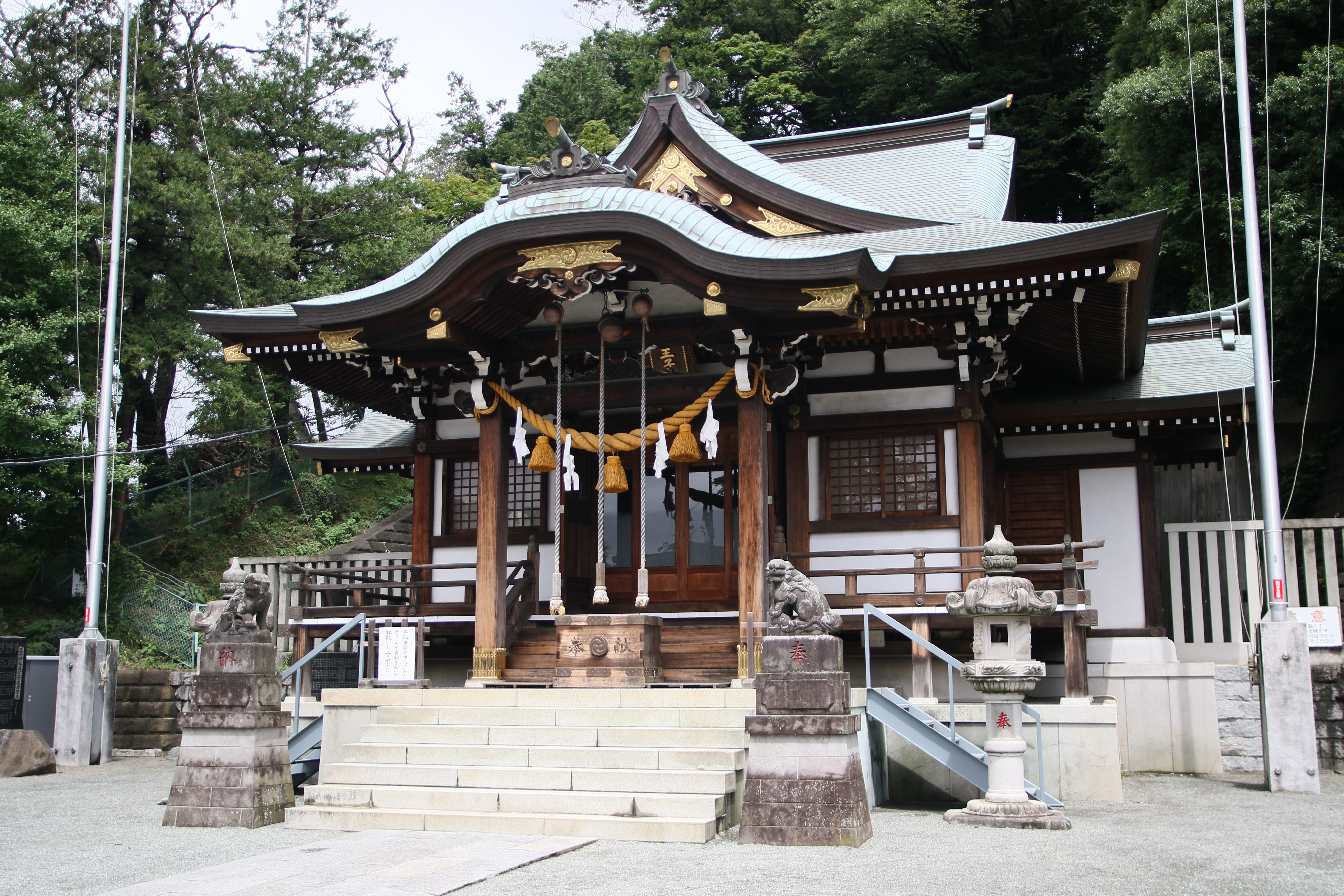
拝殿
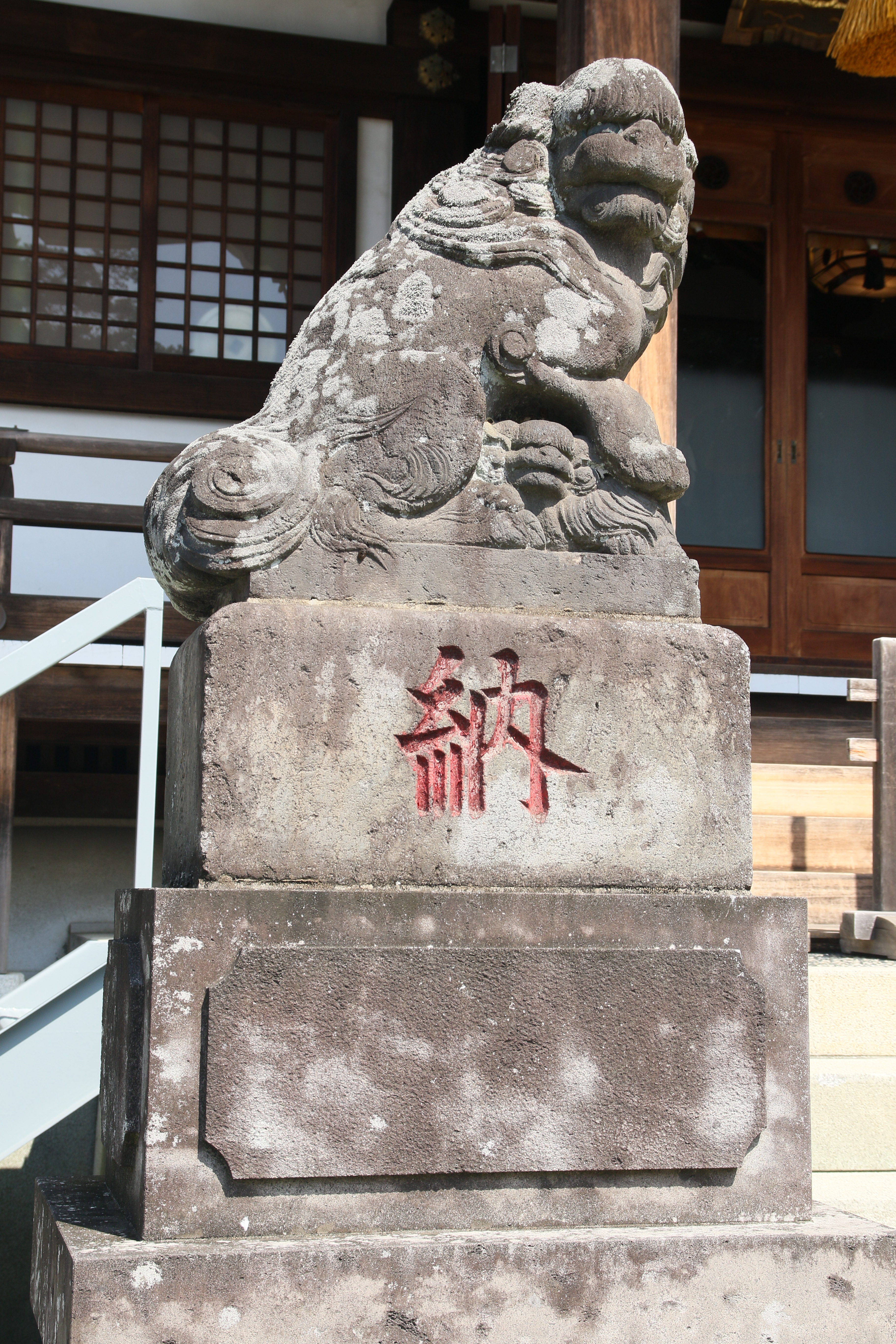
狛犬（吽形）
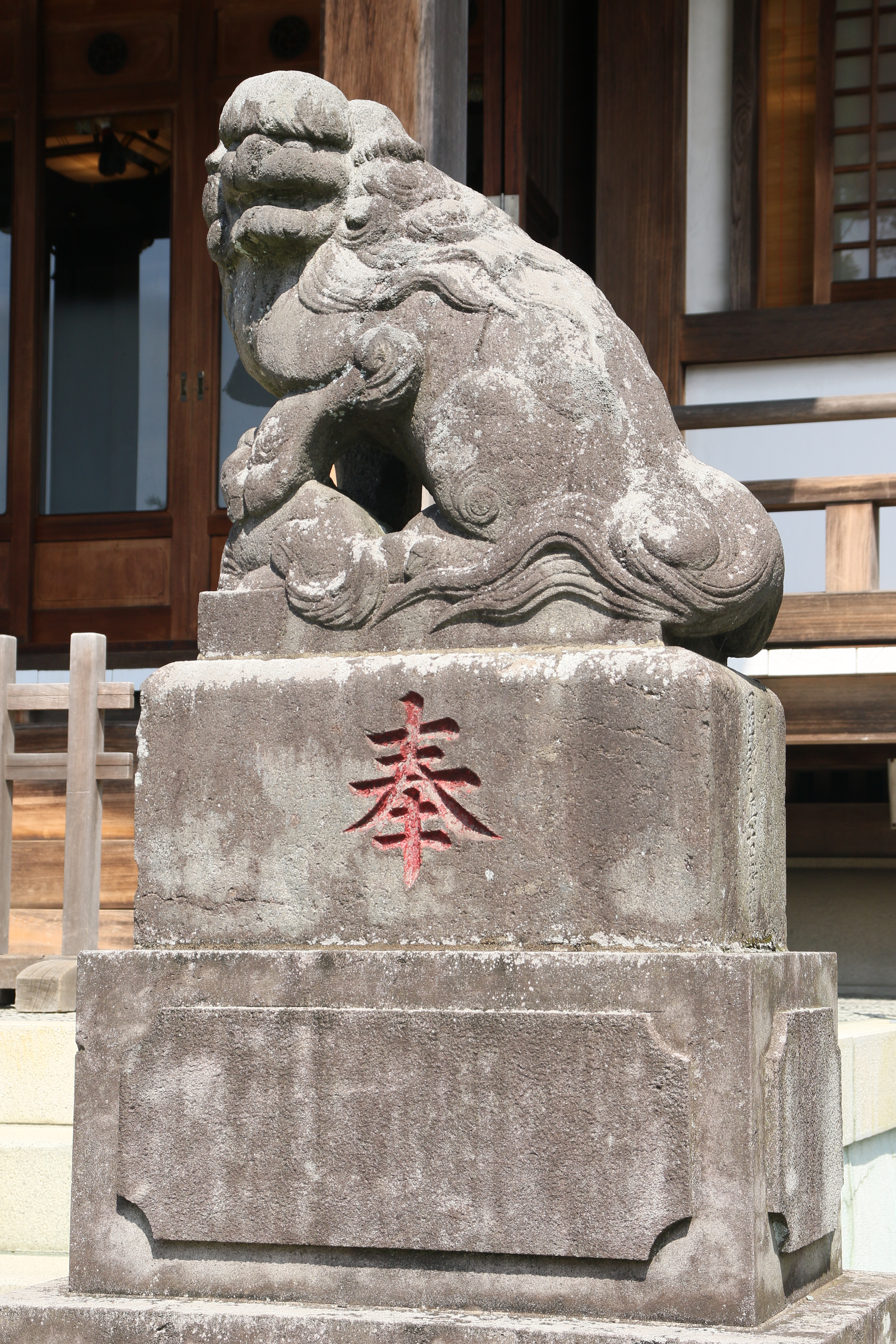
狛犬（阿形）
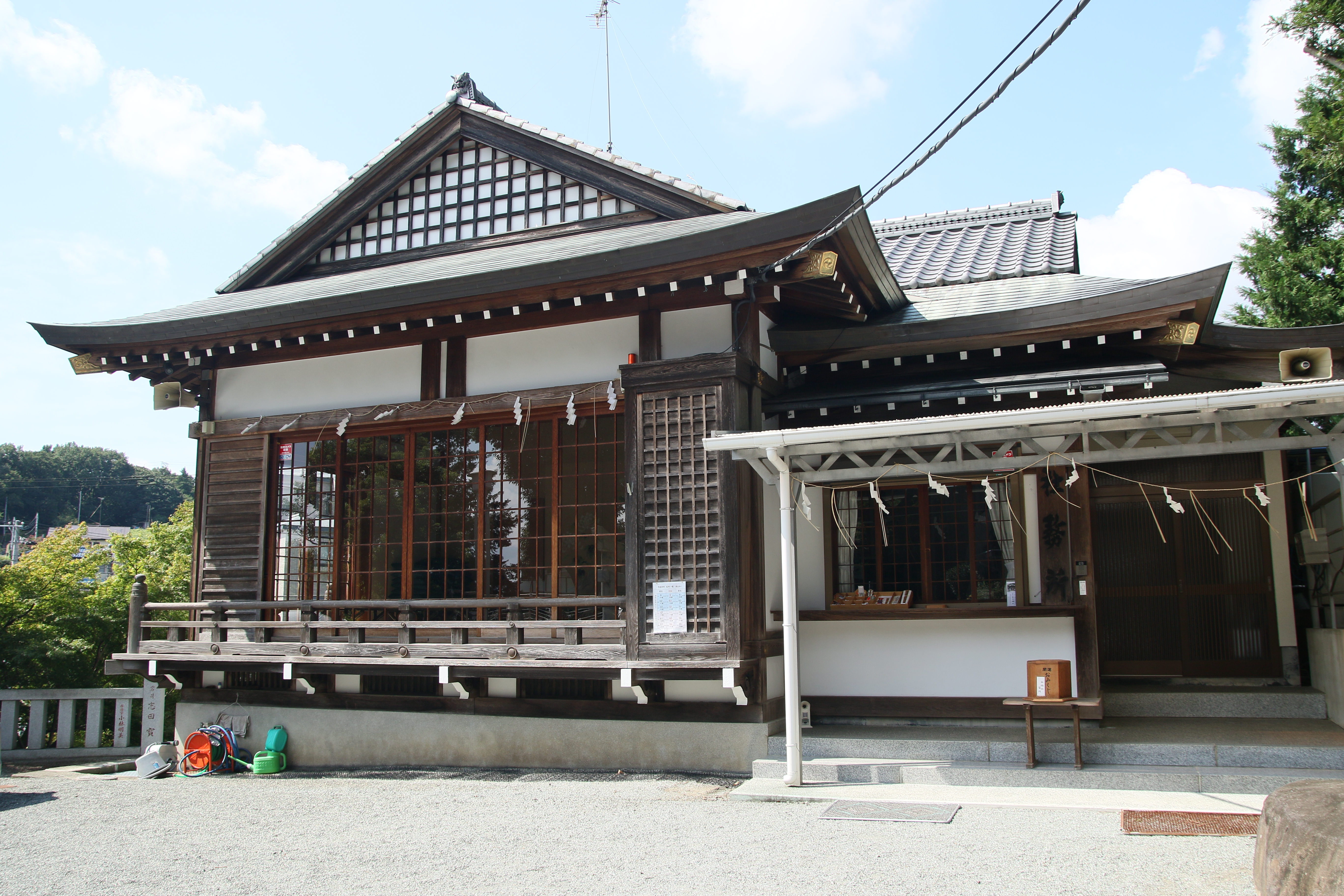
社務所
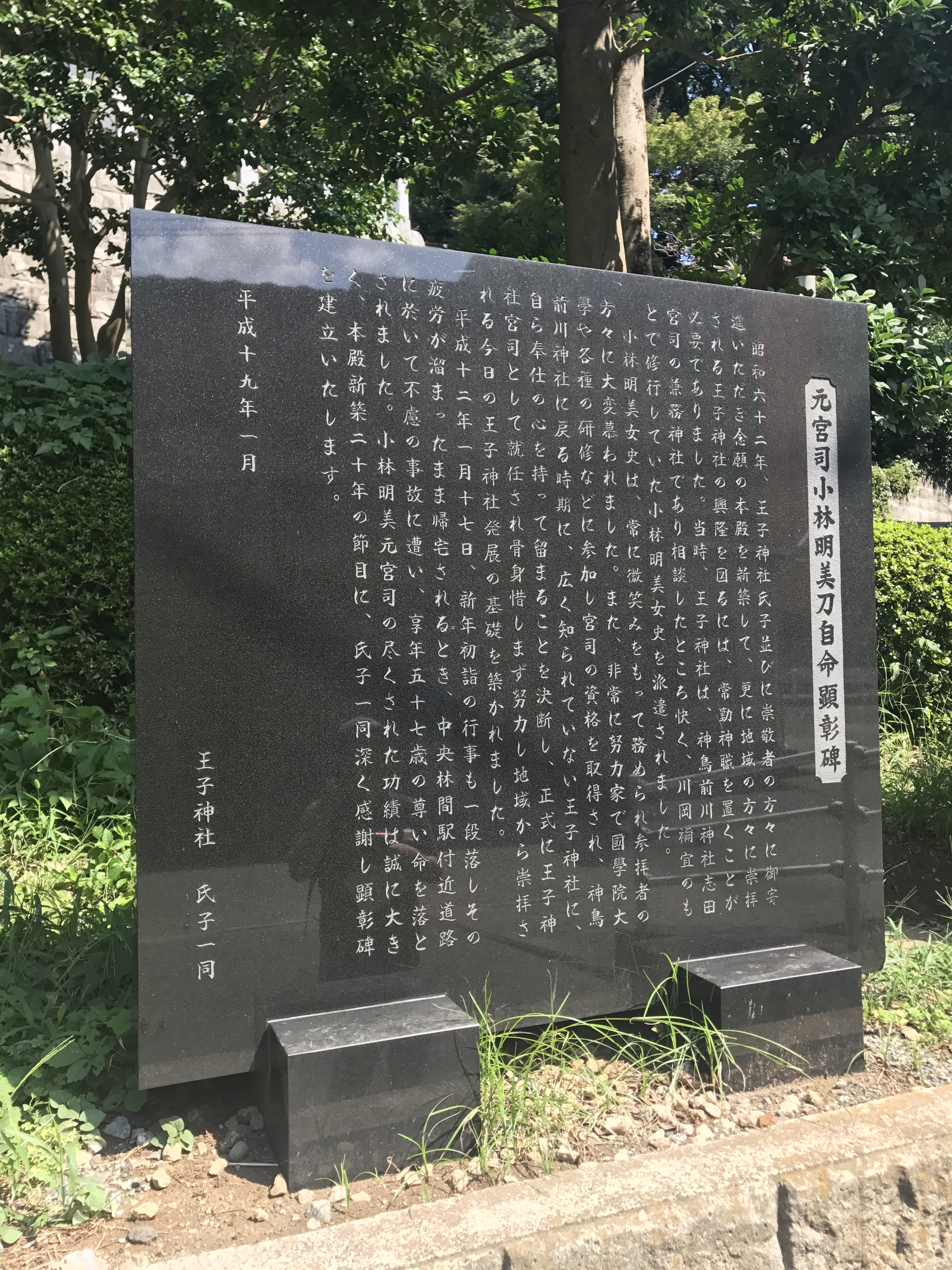
元官司小林明美刀自命顕彰碑
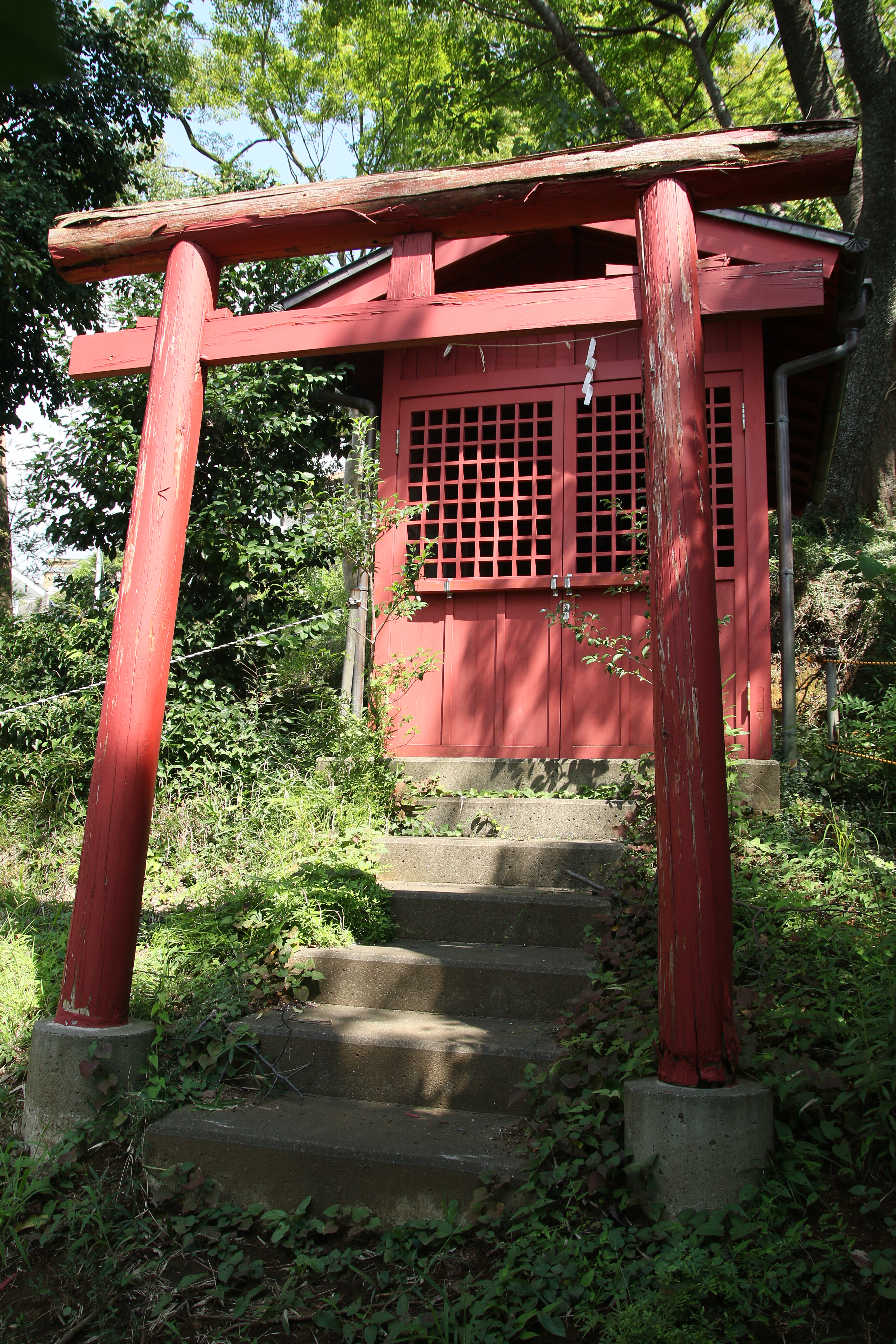
境内稲荷社

## 現地情報

### 所在地
- 横浜市緑区長津田7-5-34

### 交通アクセス
鉄道
- 最寄駅：JR東日本横浜線 東急電鉄田園都市線 長津田駅から徒歩10分[1]

車
- 国道246号線 宮の前